# Andrea Hökerberg
Andrea Helena Hökerberg, född 4 mars 1982 i Bromma församling i Stockholm, är en svensk journalist och programledare på SVT.
Andrea Hökerberg är utbildad journalist vid Mittuniversitetet mellan 2003 och 2006. Efter två år på TV4 (2005-2007) där hon bland annat arbetade som nyhetsuppläsare på TV4-nyheterna Stockholm.  Har hon sedan juni 2007 arbetat som reporter och programledare på SVT. Hon har bland annat programlett Lilla Aktuellt. Hon har även varit programledare för UR-programmet Andrea hälsar på där hon pratat med barn från Sveriges olika minoriteter. Förutom att ha arbetat som nyhetsuppläsare på bland annat Rapport har hon även bevakat partistämmor. Sedan 2021 har hon varit programledare för Morgonstudion. Hon har även varit producent för TV-programmet Syskonsommar där hennes barn medverkar.